# Frijid Pink
Frijid Pink est un groupe de rock américain, formé à Détroit en 1967, surtout connu pour son interprétation de The House of the Rising Sun en 1969. Malgré les nombreux changements de personnels et les reformations, ils peinent ensuite à retrouver le chemin du succès.

## Carrière
Richard Stevers (batterie) et Tom Harris (basse), issus de Detroit Vibrations, un groupe de reprises de rhythm and blues d' Allen Park, dans la banlieue de Détroit, font la connaissance, en 1966, du guitariste Gary Ray Thompson et du chanteur Tom Beaudry (renommé ensuite Kelly Green), originaires de Wyandotte, avec qui ils forment Frijid Pink. Le groupe passe ses deux premières années à tourner dans la région de Détroit et le sud-est du Michigan, ouvrant parfois pour The Four Tops, The Parliaments ou The Contours, et signe finalement avec Parrot Records. Leurs deux premiers singles sortis en 1969, Tell Me Why (no 70 au Canada) et Drivin' Blues, n'attirent pas beaucoup l'attention, mais leur 3e effort, une version psychédélique de House of the Rising Sun, atteint le Top Ten du Billboard Hot 100 au printemps 1970. Ce disque se vend à plus d'un million d'exemplaires, recevant ainsi un disque d'or. Il se classe également no 4 du UK Singles Chart et no 3 des charts canadiens de RPM. Il est no 1 en Allemagne et en Norvège. Le groupe est très populaire dans sa région natale de Detroit, et le jeune Led Zeppelin fait même sa première partie à la Grande Ballroom. Frijid Pink partage souvent la scène avec des groupes comme MC5, The Stooges, The Amboy Dukes et d'autres groupes locaux.
Le premier album éponyme de Frijid Pink, sorti en 1970, est classé no 11 dans le Billboard Top 40 Albums. Le groupe tourne aux États-Unis, au Canada et en Australie. Le 2e opus Defrosted, sort à l'automne 1970. La quasi-totalité de l'écriture des chansons étant fournie par le duo Beaudry et Thompson. Au cours de la tournée suivante, ils sont invités à jouer pour le président Richard Nixon.
Les singles suivants, dont Sing A Song For Freedom et une reprise de Heartbreak Hotel, ne réussissent pas à égaler les succès précédents, et après l'échec de Beaudry et Thompson dans une tentative de refonte du groupe, une nouvelle formation est créée avec David Alexander (plus tard Jon Wearing) au chant, Craig Webb à la guitare et Larry Zelanka aux claviers. Cette version du groupe enregistre Earth Omen en Californie en 1972. La composition du groupe change encore une fois avant d'enregistrer All Pink Inside en 1975, avec Jo Baker au chant et Larry Popolizio à la basse. Le groupe continue à tourner jusqu'en 1979.
En 1981, Stevers et Harris s'associent à Arlen Viecelli, chanteur/guitariste de Salem Witchcraft, et Ray Gunn, guitariste de Virgin Dawn, pour enregistrer un album au studio Sound Suite à Detroit. La musique est écrite par Viecelli et Gunn et doit sortir à l'été 1982. Cependant, après des tentatives de négociation infructueuses avec diverses maisons de disques par le manager du groupe (le susmentionné Clyde Stevers), le groupe se dissous et ce matériel n'est jamais publié.
Une nouvelle formation du groupe (sans aucun des anciens membres) se constitue en 2001. Ils enregistrent un album, Inner Heat, qui doit sortir en 2002. Après un seul show, qui ne comporte pas le plus grand succès du groupe, l'album est édité par le label Dynasty Records. En 2005, une autre formation se réunit avec la plupart des membres originaux : le batteur Stevers, le bassiste Tom Harris et le chanteur Tom Beaudry, avec le guitariste Steve Dansby (ayant fait partie de Cactus à la fin des années 1970) et le claviériste Larin Michaels.
À la fin de 2006, après une autre tentative infructueuse de réunir les membres originaux, Stevers commence à auditionner des guitaristes. Un nouveau claviériste est également recruté. Au cours des cinq années suivantes, cette nouvelle formation joue seulement une douzaine de concerts, dans des salles locales et des foires de rue. Un autre album, sorti en mars 2011 sur le label Repertoire, est composé d'anciennes chansons réenregistrées et quelques nouvelles compositions. Fin 2011, le chanteur-guitariste-ingénieur principal et le claviériste sont remplacés, mettant ainsi fin à la formation la plus stable de l'histoire du groupe. Un EP paraît à la fin du printemps 2012, un autre, intitulé Taste of Pink, sort début 2017, avec 3 nouvelles chansons et une nouvelle version de House of the Rising Sun. Elles sont incluses dans l'album On the Edge en 2018.
En 2013, Frijid Pink est intronisé au Michigan Rock and Roll Legends Hall of Fame.
Le guitariste Tom Beaudry meurt le 3 septembre 2021.

## Discographie

### Albums
| Année | Titre              | Classement | Classement | Classement | Classement |
| Année | Titre              | US         | CAN        | GER        | AUS        |
| ----- | ------------------ | ---------- | ---------- | ---------- | ---------- |
| 1970  | Frijid Pink        | 11         | 5          | 37         | 24         |
| 1970  | Defrosted          | 149        | 53         | –          | –          |
| 1972  | Earth Omen         | –          | –          | –          | –          |
| 1974  | All Pink Inside    | –          | –          | –          | –          |
| 2011  | Frijid Pink        | –          | –          | –          | –          |
| 2014  | Made in Detroit    | –          | –          | –          | –          |
| 2017  | Taste of Pink (EP) | –          | –          | –          | –          |
| 2018  | On the Edge        | –          | –          | –          | –          |

### Singles
| Année | Titre                   | Classement | Classement | Classement | Classement | Classement |
| Année | Titre                   | US         | CAN        | UK         | GER        | AUS        |
| ----- | ----------------------- | ---------- | ---------- | ---------- | ---------- | ---------- |
| 1969  | Tell Me Why             | –          | 70         | –          | –          | –          |
| 1969  | Drivin' Blues           | –          | –          | –          | –          | –          |
| 1969  | House of the Rising Sun | 7          | 3          | 4          | 1          | 15         |
| 1970  | Sing a Song for Freedom | 55         | 22         | –          | 33         | 91         |
| 1970  | Heartbreak Hotel        | 72         | 38         | –          | –          | –          |
| 1971  | Music for the People    | –          | –          | –          | –          | –          |
| 1971  | We're Gonna Be There    | –          | –          | –          | –          | –          |
| 1972  | I Love Her              | –          | –          | –          | –          | –          |
| 1972  | Earth Omen              | –          | –          | –          | –          | –          |
| 1972  | Go Now                  | –          | –          | –          | –          | –          |
| 1973  | Big Betty               | –          | –          | –          | –          | –          |

### Compilations
- The Beginning Vol. 5 (Deram) 1973 - Allemagne
- Hibernated (2002) - coffret de 3 CD comprenant les trois premiers albums ainsi que des singles hors albums